# Cameron Puertas
Cameron Puertas Castro (Lausana, Suiza, 18 de agosto de 1998) es un futbolista suizo de ascendencia española que juega de centrocampista en el Al-Qadisiyah F. C. de la Liga Profesional Saudí.

## Trayectoria
Comenzó su carrera en el club amateur suizo Renens, antes de fichar por el Forward-Morges de la quinta división a los 16 años, donde pronto fue considerado el mejor jugador del grupo regional.
En 2020 hizo su primera aparición en la Superliga suiza con el Lausanne-Sport.
El 22 de enero de 2022 firmó un contrato de 3.5 años con el Royale Union Saint-Gilloise de Bélgica.

## Vida personal
Nacido en Suiza, es de ascendencia española.

## Estadísticas

### Clubes
Actualizado al último partido disputado el 6 de diciembre de 2024.
| Club                                  | Div.          | Temporada     | Liga  | Liga  | Copas nacionales | Copas nacionales | Copas internacionales | Copas internacionales | Total | Total |
| Club                                  | Div.          | Temporada     | Part. | Goles | Part.            | Goles            | Part.                 | Goles                 | Part. | Goles |
| ------------------------------------- | ------------- | ------------- | ----- | ----- | ---------------- | ---------------- | --------------------- | --------------------- | ----- | ----- |
| F. C. Lausana-Sport II · Suiza        | 4.ª           | 2016-17       | 22    | 4     | ―                | ―                | ―                     | ―                     | 22    | 4     |
| F. C. Lausana-Sport II · Suiza        | 4.ª           | 2017-18       | 24    | 5     | ―                | ―                | ―                     | ―                     | 24    | 5     |
| F. C. Lausana-Sport II · Suiza        | 4.ª           | 2018-19       | 9     | 0     | ―                | ―                | ―                     | ―                     | 9     | 0     |
| F. C. Lausana-Sport II · Suiza        | Total club    | Total club    | 55    | 9     | 0                | 0                | 0                     | 0                     | 55    | 9     |
| F. C. Lausana-Sport · Suiza           | 2.ª           | 2018-19       | 19    | 2     | 0                | 0                | ―                     | ―                     | 19    | 2     |
| F. C. Lausana-Sport · Suiza           | 2.ª           | 2019-20       | 26    | 1     | 3                | 0                | ―                     | ―                     | 29    | 1     |
| F. C. Lausana-Sport · Suiza           | 1.ª           | 2020-21       | 33    | 5     | 2                | 0                | ―                     | ―                     | 35    | 5     |
| F. C. Lausana-Sport · Suiza           | 1.ª           | 2021-22       | 16    | 2     | 2                | 1                | ―                     | ―                     | 18    | 3     |
| F. C. Lausana-Sport · Suiza           | Total club    | Total club    | 94    | 10    | 7                | 1                | 0                     | 0                     | 101   | 11    |
| Royale Union Saint-Gilloise · Bélgica | 1.ª           | 2021-22       | 9     | 0     | 0                | 0                | ―                     | ―                     | 9     | 0     |
| Royale Union Saint-Gilloise · Bélgica | 1.ª           | 2022-23       | 34    | 4     | 4                | 1                | 9                     | 0                     | 47    | 5     |
| Royale Union Saint-Gilloise · Bélgica | 1.ª           | 2023-24       | 40    | 11    | 4                | 0                | 12                    | 3                     | 56    | 14    |
| Royale Union Saint-Gilloise · Bélgica | 1.ª           | 2024-25       | 3     | 1     | 1                | 1                | 2                     | 0                     | 6     | 2     |
| Royale Union Saint-Gilloise · Bélgica | Total club    | Total club    | 86    | 16    | 9                | 2                | 23                    | 3                     | 112   | 19    |
| Al-Qadisiyah F. C. Arabia Saudita     | 1.ª           | 2024-25       | 12    | 0     | 2                | 1                | —                     | —                     | 14    | 1     |
| Al-Qadisiyah F. C. Arabia Saudita     | Total club    | Total club    | 12    | 0     | 2                | 1                | 0                     | 0                     | 14    | 1     |
| Total carrera                         | Total carrera | Total carrera | 247   | 35    | 18               | 4                | 23                    | 3                     | 288   | 42    |

## Palmarés

### Títulos nacionales
| Título               | Club                 | País    | Año  |
| -------------------- | -------------------- | ------- | ---- |
| Copa de Bélgica      | Union Saint-Gilloise | Bélgica | 2024 |
| Supercopa de Bélgica | Union Saint-Gilloise | Bélgica | 2024 |